# Alphonse Fercot
Pour les articles homonymes, voir Capitaine Freddy.
Alphonse  Frédéric Fercot, dit  « Capitaine Freddy », (1894 - 1965) est un résistant français qui a dirigé la Résistance de Saint-Fargeau-Ponthierry (Seine-et-Marne).

## Biographie
Il est né le 11 janvier 1894 à Saint-Amand-les-Eaux (Nord).

## La Première Guerre mondiale
Alors qu'il suit ses études d'ingénieur Arts et Métiers (aucune source ne l'établit, merci de la citer), il devance l'appel lorsqu'éclate la Grande Guerre.
Il participe aux combats du front Nord (Arras, Le Labyrinthe, Neuville-Saint-Vaast, Albert, Ypres, etc.), où il est blessé en Juin 1915, et cité, en date du 4 octobre 1916, à l'ordre de son corps d'armée pour actes de bravoure. Il est notamment décoré d'une 1re Croix de guerre.

## L'entre-deux-guerres
Pendant l'entre-deux-guerres, inventeur et détenteur de plusieurs brevets[réf. nécessaire], il crée sa petite entreprise. Il conçoit et fait breveter, notamment, un abri de grande capacité, à l'épreuve des gaz.

## La Seconde Guerre mondiale
En 1940, après l'exode, il s'engage dans la résistance, dans le réseau Armée (de/s) Volontaires du colonel Lhopital, et participe à la création du journal Pantagruel, et à diverses actions notamment la fourniture de renseignements à Londres en tant qu'agent P2, chargé de mission de 1re classe.

C'est son contact anglais qui le surnommera Freddy.
Mais ses actions finissent par attirer l'attention et sa tête est mise à prix par une affiche apposée à Paris. Le réseau A.V. - Armée Volontaire subit de lourdes pertes en 1942.  Il part donc poursuivre ses activités en Seine-et-Marne, dans sa maison du hameau de Villers, à Saint-Fargeau-Ponthierry, commune où, à Ponthierry même, non loin de l'OrtKommandantur, il héberge notamment des aviateurs alliés jusqu'à leur prise en charge par des réseaux d'évasion . Il accompagne personnellement les aviateurs à Paris. Avec son réseau, il fournit des vrais faux-papiers, réalise la falsification de listes destinée au départ en Allemagne ou au STO. Il continuera à mener la lutte pour l'A.V., mais œuvrera aussi avec Ceux de la Libération - Evasion, puis encore avec Turma-Vengeance.
En août 1944, il est désigné comme responsable et coordinateur des FFI de Saint-Fargeau-Ponthierry par le capitaine Forthomme et le commandant Dugas.
 
Ses groupes de FFI attaquent une colonne allemande et se chargent de libérer la commune (toutes actions qui vaudront la Croix de guerre à cette dernière), avant l'arrivée des Américains. Il quitte les Américains à Melun, pour remettre en route les services essentiels de la commune.
Il sera décoré d'une Croix Polonaise, de la Medal of Freedom américaine, d'une autre Croix de Guerre (1939-1945), de la Croix d'Honneur du Mérite Franco-Britannique,  de la Médaille de la Résistance, et est titulaire de la médaille commémorative de la Résistance Polonaise en France _ 1940-1944 (carte N° 962, du 1.III.48 à Paris).
Après un échec aux premières élections, il s'en retourne à la vie civile.
En 1954, il est nommé chevalier de la Légion d'honneur, en présence du colonel René Lhopital, chef de camp du maréchal Foch, grand-croix de la Légion d'honneur.

## Décès
C'est à Saint-Fargeau-Ponthierry, au 7 rue du Prieuré, le 8 octobre 1965, que cet homme s'éteint. Il est inhumé au cimetière de Saint-Fargeau.

## Hommages
En 1973, la commune donne son nom au groupe scolaire de Saint-Fargeau, puis en 1986, lui édifie une stèle, près de la gare de Saint-Fargeau, et baptise avenue du Capitaine-Freddy l'avenue qui y longe la voie ferrée (côté lacs de la Guiche). Le 27 août 2006, une plaque commémorative est apposée au 7 rue du Prieuré.

## Distinctions
- Chevalier de la Légion d'honneur (pour faits de guerre)
- Croix de guerre 1914-1918 avec palmes
- Croix de guerre 1939-1945 avec étoile de bronze
- Croix de guerre des Théâtres d'opérations extérieurs
- Médaille de la Résistance française
- Croix du combattant volontaire 1914-1918
- Croix du combattant 1914-1918
- Médaille interalliés (victoire de 1914-1918)
- Médaille commémorative française 1914-1918
- Médaille des prisonniers civils, déportés et otages de la Grande Guerre 1914-1918
- Médaille commémorative française 1939-1945
- Croix de guerre belge
- Médaille présidentielle de la Liberté (États-Unis)
- Médaille commémorative de la Résistance polonaise en France
- Croix d'honneur du Mérite franco-britannique

Trois citations dont celle précitée.
Membre du mouvement Ceux de la Libération (CDLL), et des Corps Francs Vengeance